# Zoë Bell
Zoë J. Bell (Auckland, 17 novembre 1978) è un'attrice e stuntwoman neozelandese.
È nota per essere una collaboratrice del regista Quentin Tarantino.

## Biografia

### Infanzia e adolescenza
Zoë nasce in Nuova Zelanda da Tish, infermiera, e Andrew Bell, un dottore, ed è la prima di tre bambini. Ha un fratello, Jake, e cresce sull'isola Waiheke. In giovane età comincia a competere in ginnastica e, a quindici anni, inizia a studiare Taekwondo. Ha frequentato la Auckland Girls' Grammar School e il Selwyn College di Otago.

### Carriera

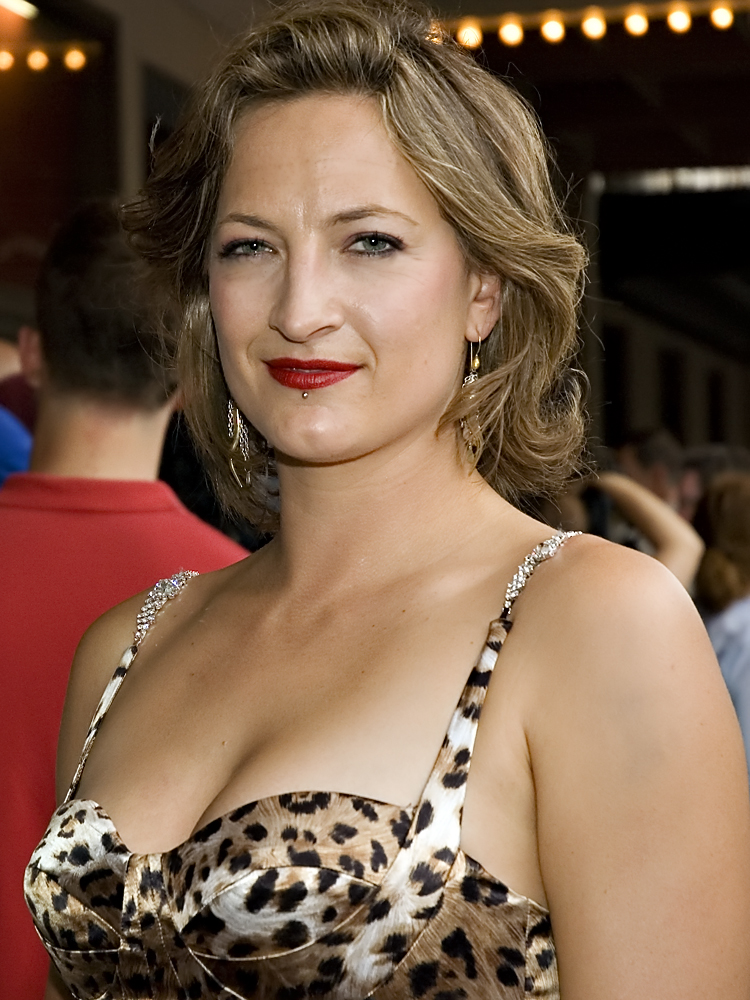
Zoë Bell alla prima di Grindhouse nel 2006.

Bell inizia la sua carriera nel 1992, quando suo padre cura la ferita alla testa che uno stuntman si era procurato durante le riprese di un film e torna poi a casa con un contatto della produzione per sua figlia. Il suo primo ruolo da controfigura è nella soap opera Shortland Street. Ha fatto poi la controfigura in Hercules e Xena - Principessa guerriera
Negli anni a seguire, ha lavorato a moltissimi film e show televisivi, tra cui un cortometraggio con Adrienne Wilkinson, con cui aveva precedentemente lavorato in Xena. Ha poi fatto la controfigura di Uma Thurman in Kill Bill di Quentin Tarantino.
Assunta inizialmente come controfigura solo per le scene di incidenti, il team di stuntman decide che avrebbe potuto essere un'ottima controfigura anche per le scene di lotta. Bell impara così a combattere nello stile wushu. Verso la fine delle riprese di Kill Bill: Volume 2, si ferisce alle costole e si rompe i legamenti del polso mentre simula di ricevere un colpo a sale grosso da un fucile a pompa. La Bell venne ricoverata per diversi mesi con prognosi riservata. Alla fine della produzione di Kill Bill, riceve le "The Bells" (le campane), in omaggio al suo cognome, che vengono viste all'inizio di Kill Bill: Volume 1 fuori della casa di Vernita Green (Vivica A. Fox). Le dona poi ai suoi genitori. Tarantino rimane molto impressionato e la fa recitare nel ruolo della co-protagonista in Grindhouse - A prova di morte. È anche la controfigura di Sharon Stone in Catwoman.
Nel 2004 viene realizzato il documentario Double Dare, che mostra come Zoë Bell e la sua compagna Jeannie Epper siano riuscite a far carriera ad Hollywood. Le riprese di Double Dare mostrano la carriera di Bell dalla fine di Xena fino all'inizio del lavoro su Kill Bill: Volume 1.
Sempre nel 2004, Bell e Angela Meryl (controfigura di Vivica A. Fox) vengono nominate ai Taurus World Stunt Awards nelle categorie "miglior performance di una stuntwoman" e "miglior combattimento" per le scene di lotta tra Beatrix Kiddo e Vernita Green in Kill Bill vol. 1.
Nel 2005, la Bell viene nominata per un Taurus nelle categorie "miglior performance di una stuntwoman" e "miglior combattimento" e per il Taurus alla carriera. Lei e la controfigura di Daryl Hannah, Monica Staggs, vincono il premio per il loro combattimento nella roulotte di Budd in Kill Bill: Volume 2.
A agosto 2007 conferma di essere entrata nel cast di un film su un soldato americano di ritorno dall'Iraq che aiuta una ragazza in difficoltà. In ottobre, Variety annuncia la sua partecipazione al film del 2009 Game con Gerard Butler; il film viene in seguito rinominato Gamer. Nel 2008 prende parte ad alcuni episodi della quarta stagione di Lost, interpretando Regina, un membro dell'equipaggio della nave al largo dell'isola.
Nel 2009, appare nel film Bitch Slap - Le superdotate insieme ad altri interpreti di Xena - Principessa guerriera (Lucy Lawless, Renée O'Connor e Kevin Sorbo). Nel 2011 è nel primo episodio della quinta stagione della serie televisiva Gossip Girl, nel ruolo di se stessa. Appare, seppur coperta in volto, in una scena del film di Tarantino Django Unchained (2012), nella scena d'ingresso a Candyland.
Ulteriore collaborazione con Tarantino avviene in The Hateful Eight (2015) dove interpreta Judy "Sei Cavalli" e in C'era una volta a... Hollywood (2019).

## Filmografia

### Cinema
- Billy Elliot, regia di Stephen Daldry (2000)
- Grindhouse - A prova di morte (Death Proof), regia di Quentin Tarantino (2007)
- Grindhouse - Planet Terror (Planet Terror), regia di Robert Rodriguez (2007)
- Reflections, regia di Barry L. Caldwell (2008)
- Bitch Slap - Le superdotate (Bitch Slap), regia di Rick Jacobson (2009)
- Gamer, regia di Mark Neveldine e Brian Taylor (2009)
- Whip It, regia di Drew Barrymore (2009)
- Game of Death, regia di Giorgio Serafini (2010)
- Django Unchained, regia di Quentin Tarantino (2012)
- The Baytown Outlaws - I fuorilegge (The Baytown Outlaws), regia di Barry Battles (2012)
- Raze, regia di Josh C. Waller (2012)
- Hansel & Gretel - Cacciatori di streghe (Hansel and Gretel: Witch Hunters), regia di Tommy Wirkola (2013)
- Oblivion, regia di Joseph Kosinski (2013)
- The Devil's Ink, regia di Devon Downs e Kenny Gage (2013)
- Mercenarie (Mercenaries), regia di Christopher Ray (2014)
- The Hateful Eight, regia di Quentin Tarantino (2015)
- Fuga nella giungla (Camino), regia di Josh C. Waller (2015)
- Paradox, regia di Michael Hurst (2016)
- Freshwater, regia di Brandeis Berry (2016)
- C'era una volta a... Hollywood (Once Upon a Time in... Hollywood), regia di Quentin Tarantino (2019)
- Malignant, regia di James Wan (2021)

### Televisione
- Cleopatra 2525 - serie TV, episodio 1x11 (2000)
- Lost - serie TV, 4 episodi (2008)
- CSI: Miami - serie TV, episodio 9x12 (2011)
- Gossip Girl - serie TV, episodio 5x01 (2011)
- Hawaii Five-0 - serie TV, episodio 3x18 (2013)

### Web serie
- Angel of death, regia di Paul Etheredge - serie web (2009)

### Cortometraggi
- The Meadow, regia di Tim Sparks (2011)
- Noel Gallagher's High Flying Birds: Dream On, regia di Mike Bruce (2012)
- Miner, regia di Jacob Horn (2016)
- No Touching, regia di Adam Davis e Will Corona Pilgrim (2016)
- Imbroglio, regia di Christopher Zatta (2018)
- Pipe, regia di Max Isaacson (2018)

### Controfigura
- Xena - Principessa guerriera (Xena: Warrior Princess) - serie TV (1995)
- The Extreme Team, regia di Leslie Libman (2003)
- Kill Bill: Volume 1, regia di Quentin Tarantino (2003)
- Kill Bill: Volume 2, regia di Quentin Tarantino (2004)
- Catwoman, regia di Pitof (2004)
- Alias - serie TV, episodio 5x06 (2005)
- Summertime - Sole, cuore... amore (Love Wrecked), regia di Randal Kleiser (2005)
- Poseidon, regia di Wolfgang Petersen (2006)
- Devil's Den, regia di Jeff Burr (2006)
- Penny Dreadful, regia di Richard Brandes (2006)
- Grindhouse - A prova di morte, regia di Quentin Tarantino (2007)
- Grindhouse - Planet Terror, regia di Robert Rodriguez (2007)
- The Kingdom, regia di Peter Berg (2007)
- 27 volte in bianco (27 Dresses), regia di Anne Fletcher (2008)
- Reflections, regia di Barry L. Caldwell (2008)
- Blood and Bone, regia di Ben Ramsey (2009)
- Bitch Slap - Le superdotate (Bitch Slap), regia di Rick Jacobson (2009)
- Bastardi senza gloria (Inglourious Basterds), regia di Quentin Tarantino (2009)
- Ricatto d'amore, regia di Anne Fletcher (2009)
- The Final Destination 3D, regia di David R. Ellis (2009)
- Nice Guys Finish Last, regia di Kimberly McCullough - cortometraggio (2011)
- Iron Man 3, regia di Shane Black (2013)
- Thor: Ragnarok, regia di Taika Waititi (2017)

## Doppiatrici italiane
Nelle versioni in italiano delle opere in cui ha recitato, Zoe Bell è stata doppiata da:
- Laura Romano in The Hateful Eight, C'era una volta a... Hollywood
- Liliana Sorrentino in Grindhouse - A prova di morte
- Laura Lenghi in Lost
- Chiara Gioncardi in Whip It
- Emilia Costa in Mercenarie
- Daniela Abbruzzese in Game of Death
- Emanuela Baroni in CSI: Miami